# 1. liga 2006-2007
La 1. liga 2006-2007, quattordicesima edizione del torneo, vide la vittoria finale dello Sparta Praga.
Capocannoniere del torneo fu Luboš Pecka (Mladá Boleslav), con 16 reti.

## Avvenimenti
Come nell'edizione precedente lo Slovan Liberec raggiunge la prima posizione dopo tre giornate. Alla quinta viene raggiunto dal Mladá Boleslav e all'ottava superato. Al quattordicesimo turno lo Sparta Praga raggiunge il primo posto superando il Liberec ma alla terza giornata di ritorno lo Slavia Praga prende il comando del campionato: il torneo vede quattro contendenti al titolo e si rivela essere una prova di forza da parte dello Sparta Praga che dopo aver riconquistato la vetta a sei giornate dalla fine, resiste al ritorno delle rivali e vince il campionato con quattro lunghezze di vantaggio su Slavia Praga, Mladá Boleslav e Slovan Liberec.

## Classifica finale
|     | Classifica         | G  | V  | N  | P  | GF | GS | Pt |
| --- | ------------------ | -- | -- | -- | -- | -- | -- | -- |
| 1.  | Sparta Praga       | 30 | 18 | 8  | 4  | 44 | 20 | 62 |
| 2.  | Slavia Praga       | 30 | 17 | 7  | 6  | 44 | 23 | 58 |
| 3.  | Mladá Boleslav     | 30 | 17 | 7  | 6  | 48 | 27 | 58 |
| 4.  | Slovan Liberec     | 30 | 16 | 10 | 4  | 44 | 22 | 58 |
| 5.  | Brno               | 30 | 13 | 7  | 10 | 34 | 32 | 46 |
| 6.  | Viktoria Plzeň     | 30 | 12 | 10 | 8  | 35 | 29 | 46 |
| 7.  | Baník Ostrava      | 30 | 12 | 10 | 8  | 43 | 33 | 46 |
| 8.  | Teplice            | 30 | 11 | 9  | 10 | 44 | 39 | 42 |
| 9.  | Jablonec           | 30 | 9  | 11 | 10 | 31 | 32 | 38 |
| 10. | Dyn. Č. Budějovice | 30 | 9  | 7  | 14 | 28 | 46 | 34 |
| 11. | Kladno             | 30 | 7  | 10 | 13 | 23 | 37 | 31 |
| 12. | SIAD Most          | 30 | 5  | 16 | 9  | 31 | 41 | 31 |
| 13. | Tescoma Zlín       | 30 | 5  | 12 | 13 | 21 | 34 | 27 |
| 14. | Sigma Olomouc      | 30 | 6  | 8  | 16 | 29 | 43 | 26 |
| 15. | Marila Příbram     | 30 | 3  | 12 | 15 | 15 | 37 | 21 |
| 16. | Slovácko           | 30 | 3  | 10 | 17 | 20 | 39 | 19 |

### Verdetti
- Sparta Praga Campione della Repubblica Ceca 2006-07.
- Marila Příbram e Slovácko retrocesse in Druhá liga.

## Statistiche e record

### Classifica marcatori
| Gol |  |  | Giocatore            | Squadra        |
| --- |  |  | -------------------- | -------------- |
| 16  |  |  | Luboš Pecka          | Mladá Boleslav |
| 13  |  |  | Edin Džeko           | Teplice        |
| 13  |  |  | David Střihavka      | Baník Ostrava  |
| 12  |  |  | Libor Došek          | Sparta Praga   |
| 11  |  |  | Stanislav Vlček      | Slavia Praga   |
| 11  |  |  | Luděk Zelenka        | Brno           |
| 10  |  |  | Vojtěch Schulmeister | Sigma Olomouc  |
| 9   |  |  | Tomáš Krbeček        | Viktoria Plzeň |
| 8   |  |  | František Rajtoral   | Baník Ostrava  |

### Capoliste solitarie
- Dalla 3ª giornata alla 4ª giornata:  Slovan Liberec
- 8ª giornata:  Mladá Boleslav
- 9ª giornata:  Slovan Liberec
- 10ª giornata:  Mladá Boleslav
- Dall'11ª giornata alla 13ª giornata:  Slovan Liberec
- Dalla 14ª giornata alla 17ª giornata:  Sparta Praga
- Dalla 18ª giornata alla 23ª giornata:  Slavia Praga
- Dalla 24ª giornata alla 27ª giornata:  Sparta Praga
- Dalla 29ª giornata alla 30ª giornata:  Sparta Praga

### Record
- Maggior numero di vittorie:  Sparta Praga (18)
- Minor numero di sconfitte:  Sparta Praga e  Slovan Liberec (4)
- Migliore attacco:  Mladá Boleslav (48 gol fatti)
- Miglior difesa:  Sparta Praga (20 gol subiti)
- Miglior differenza reti:  Sparta Praga (+24)
- Maggior numero di pareggi:  SIAD Most (16)
- Minor numero di pareggi:  Slavia Praga,  Mladá Boleslav,  Brno e  Dyn. Č. Budějovice (7)
- Minor numero di vittorie:  Marila Příbram e  Slovácko (3)
- Maggior numero di sconfitte:  Slovácko (17)
- Peggiore attacco:  Marila Příbram (15 gol fatti)
- Peggior difesa:  Dyn. Č. Budějovice (46 gol subiti)
- Peggior differenza reti:  Marila Příbram (-22)